# Sphaerotheca rolandae
Sphaerotheca rolandae là một loài ếch thuộc họ Ranidae.
Loài này có ở Ấn Độ và Sri Lanka.
Môi trường sống tự nhiên của chúng là rừng khô nhiệt đới hoặc cận nhiệt đới, vùng cây bụi khô khu vực nhiệt đới hoặc cận nhiệt đới, đầm nước ngọt có nước theo mùa, đất canh tác, và vùng đồng cỏ.
Chúng hiện đang bị đe dọa vì mất môi trường sống.